# Złoty Komin

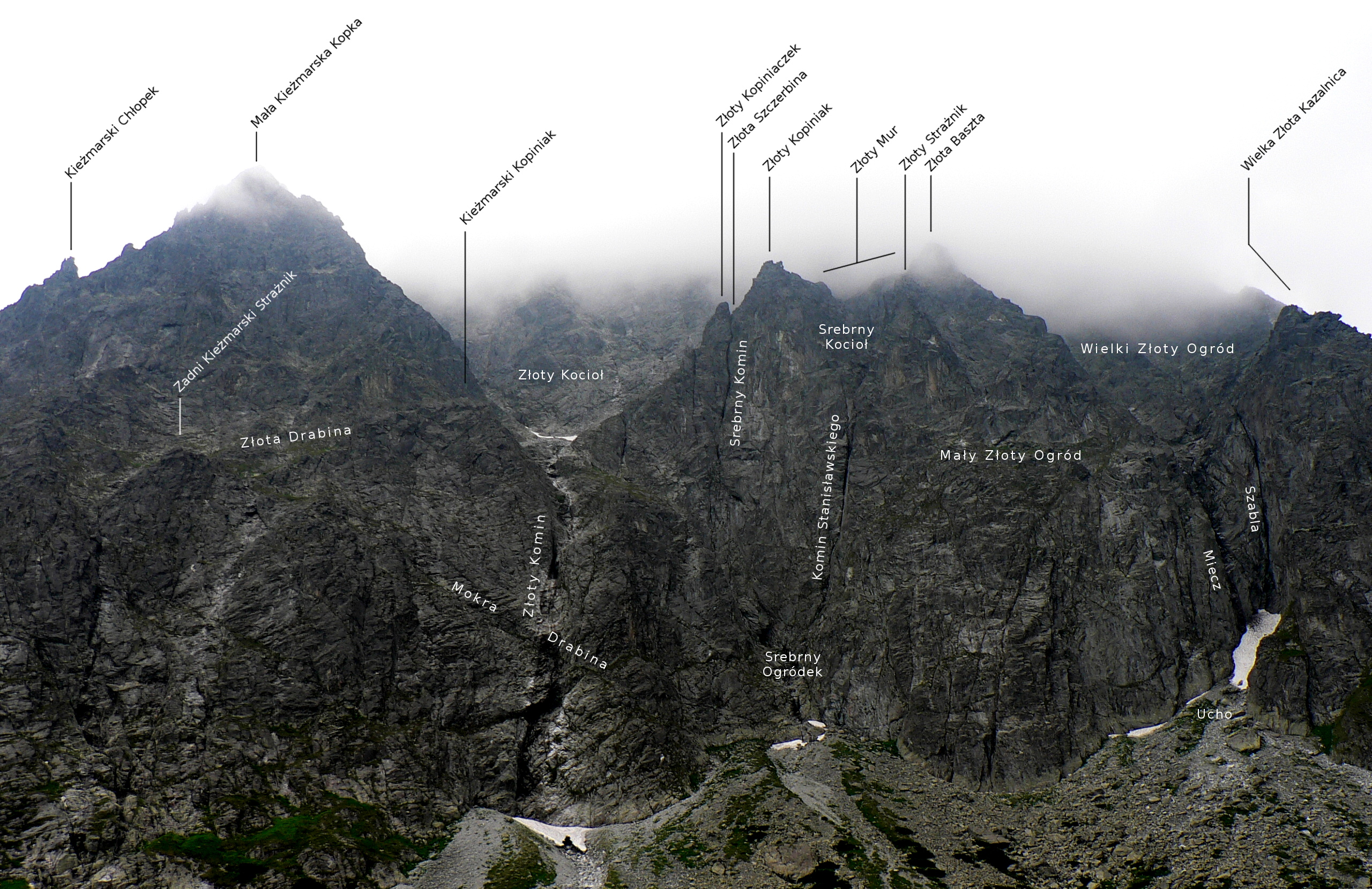

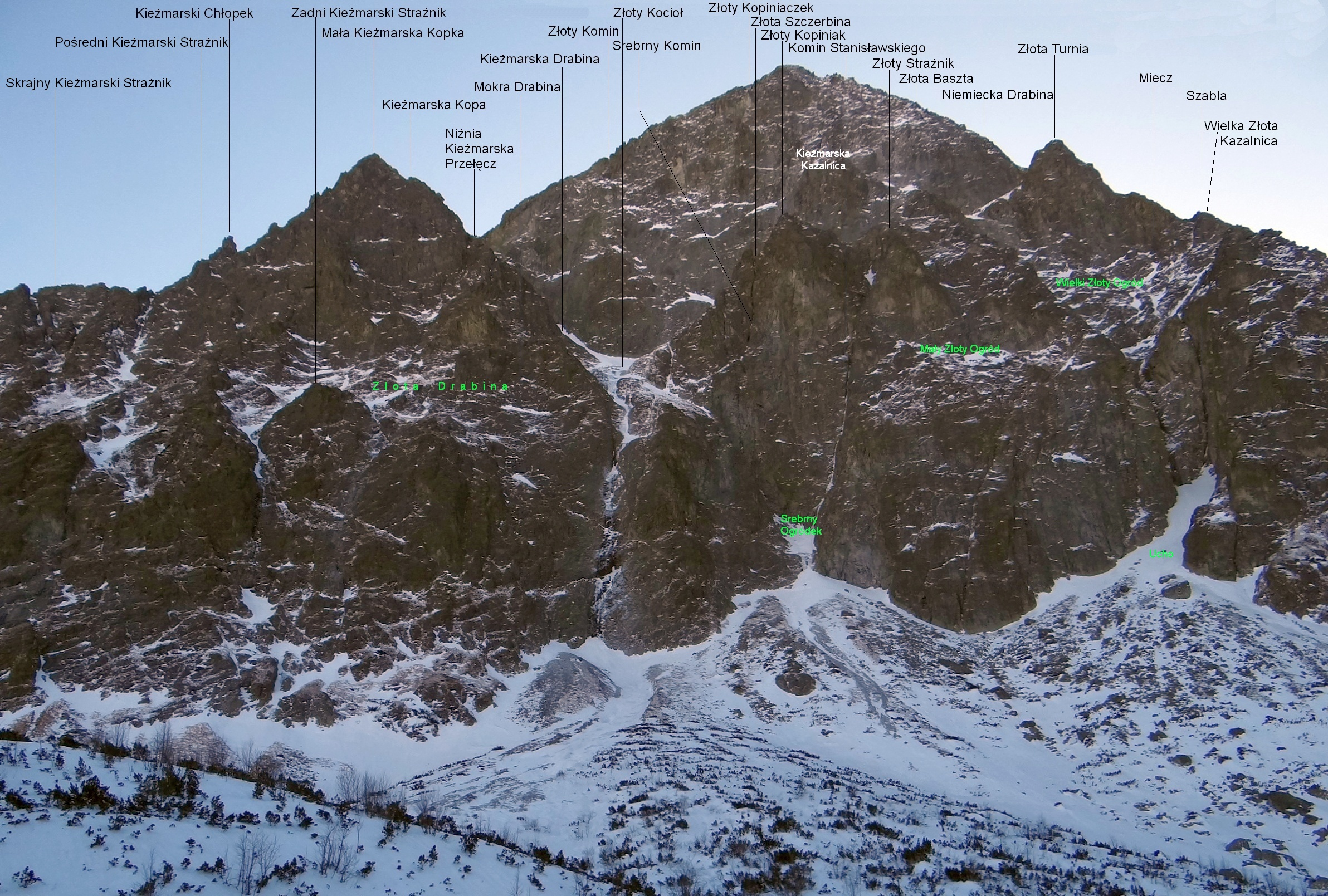

Złoty Komin (niem. Goldener Kamin, słow. Zlatý komín, węg. Arany-kémény) – wybitny komin na północnej ścianie masywu Małego Kieżmarskiego Szczytu (Malý Kežmarský štít) w słowackich Tatrach Wysokich. Opada ze znajdującego się wysoko w skałach Złotego Kotła (1986 m) do kotła lodowcowego Zielonego Stawu Kieżmarskiego. Staw ten położony jest na wysokości 1545 m, ale wylot kotła znajduje się dużo wyżej, podsypany jest bowiem sporym piargiem  powstałym z okruchów skalnych osypujących się ze ścian. Złoty Komin ma wysokość 240 m. Jego lewą (patrząc od dołu) ścianę tworzy masyw Kieżmarskiej Kopy, prawą opadająca ze Złotego Kotła grzęda oddzielająca go od zatoki Srebrnego Ogródka. W kotle są liczne progi liczne progi i często spływa nim Złota Woda, na progach tworząc kaskadę wodospadów. W zimie zamarzają one tworząc jeden ciągły lodospad o nazwie Złote Stoki i nachyleniu 50–90°.
Złotym Kominem prowadzą dwie drogi wspinaczkowe do Złotego Kotła:
- Prawą stroną Złotego Komina (VI w skali tatrzańskiej). Pierwsze przejście: R.Kusova, K.Bocek, L.Hofirek, 1950, czas przejścia 9 h,
- Lodospad Złotego Komina (A1, III).  Pierwsze przejście: S. Drlik, P. Mizicko, M. Svec, 1975. czas przejścia 6 h. Przejście tylko zimą[3].

Ściany po obydwu stronach Złotego Komina, mniej więcej w połowie jego wysokości przecina skośnie zachód zwany Mokrą Drabiną.
„Złote” nazewnictwo w tym rejonie związane jest z poszukiwaniem złota. Znana z poszukiwań kruszcu w XVIII wieku była m.in. pochodząca z Kieżmarku rodzina szewców Fabri (Fabry). Złota nie znaleźli, ale odkryli rudę miedzi, którą następnie wydobywali. Dodatkową korzyścią było doskonałe poznanie ścian Małego Kieżmarskiego Szczytu, dzięki czemu byli zatrudniani w tym rejonie jako przewodnicy.